# Themsens översvämning 1928

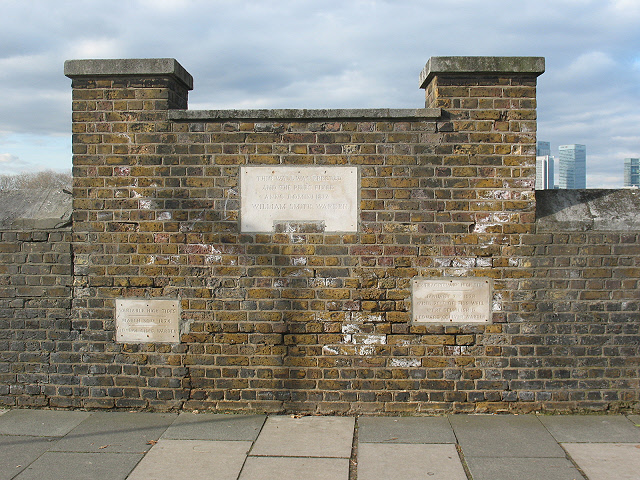
Minnesmonument vid Trinity Hospital i Greenwich.

Themsens översvämning 1928 (engelska: 1928 Thames flood) var en svår översvämning på Themsen  som drabbade stora delar av London den 6-7 januari 1928. 14 personer drunknade och tusentals blev hemlösa då vattnet steg vid Thames Embankment och delar av Chelsea Embankment kollapsade. Översvämningen var den sista större i centrala London och ledde, tillsammans med Stormfloden i Nordsjön 1953, slutligen till att Themsenbarriären byggdes under 1970-talet.

### Fotnoter
1. ↑  ”The great 1928 flood of London”. BBC. 15 februari 2014. http://www.bbc.co.uk/news/magazine-26153241. Läst 27 september 2014.